# 阿根廷对英格兰 (1986年世界杯足球赛)
阿根廷对英格兰，是1986年國際足協世界盃的其中一场八强赛事，于1986年6月22日在墨西哥首都墨西哥城的阿茲特克體育場举行。在这场比赛开始的四年前，阿根廷与英国之间爆发了马岛战争，这场战争也成为了当时日益激烈的英阿大战中的一个重要组成部分。这场比赛里还诞生了足球史上具有纪念意义的两个进球，均由阿根廷球员迭戈·马拉多纳射進。
比赛第51分钟，马拉多纳用左手进球日后被称作“上帝之手”。4分钟后，马拉多纳从本方半场开始连续带球过掉英格兰队中包括彼得·比尔兹利、彼得·里德、特里·布彻（两次）和特里·芬威克在内的四名球员五次，随后假动作晃过英格兰队门将彼得·希尔顿，踢進了“世纪最佳进球”。凭借这两个进球，阿根廷2-1淘汰英格兰晋级四强，并最终在对西德的决赛中击败对手，成为当届世界杯冠军，马拉多纳也捧得那届世界杯的金球奖。而为英格兰踢進该场比赛唯一进球的加里·莱因克尔则凭借该届杯赛决赛阶段的6個进球荣获世界杯金靴奖。

## 背景

### 英阿大战

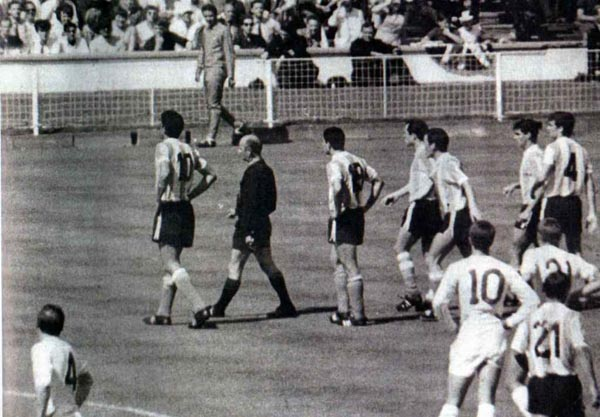
1966年世界杯四分之一决赛英阿大战中，安东尼奥·拉廷（图片左侧穿10号条纹球衣）被主裁判鲁道夫·克赖特莱因（图片中央穿黑衣）罚出场外。

19世纪的英国移民就将足球运动传播到了阿根廷。不过英格兰和阿根廷之间的足球竞争通常要追溯到1966年國際足協世界盃。在该届世界杯1/4决赛中两队在英格兰队的主场温布利球场相遇。比赛中双方火药味十足，经常有犯规动作出现。第35分钟，阿根廷队队长安东尼奥·拉廷因和德国裁判鲁道夫·克赖特莱因发生争吵被罚出场。拉廷对此判罚十分愤怒，认为听不懂西班牙语的克赖特莱因偏袒同处欧洲的英格兰，因而拒绝下场，比赛一度中断。随后拉廷为表达自己的不满一屁股坐在了专供伊丽莎白二世女王行走的皇家红地毯上（一说在地毯上跺脚），还将印有英国国旗的角旗揉成一团。最终拉廷被两名英国警察带离球场。阿根廷在这场被称作“世纪大抢劫”（西班牙語：El robo del siglo）的比赛中0-1告负，被英格兰挡在四强门外。拉廷的做法让时任英格兰队主教练阿爾夫·拉姆西将阿根廷人比作“动物”，这个比喻让阿根廷人认为拉姆西是在种族歧视。
尽管在这场比赛的十二年后阿根廷球员奥斯瓦尔多·阿迪列斯和里卡多·比利亚一起加盟英格兰的托特纳姆热刺足球俱乐部，并且受到球迷的热烈欢迎，但两队之间的较量激烈程度并没有削弱。1982年马岛战争的爆发则让双方彼此间的冲突进一步加剧。坐落于南大西洋的英國海外領土福克兰群岛一直被阿根廷声索为本国领土，并称作马尔维纳斯群岛。1982年4月2日，阿根廷军队攻占福克兰群岛，认定此次军事行动为侵略的英国派遣联合特遣队于同年6月14日重新占领福克兰群岛。尽管两国之间没有正式宣战，这次冲突依然造成了258名英国军人和655名阿根廷军人的阵亡。马岛战争让1986年的这场比赛的对赛双方情绪十分高涨。马拉多纳在这场比赛中取胜后表示：“尽管我们在这场比赛前常说，足球与马尔维纳斯群岛的那场战争没有任何关系，但是，我们知道许多阿根廷年轻人死在了那里，英国人像杀死小鸟一样杀死了他们……我们这场比赛是一场报复。”:146

### 1986年世界杯
1986年世界杯原先由哥伦比亚主办，后因该国爆发经济危机而放弃承办，改由墨西哥主办。英格兰以不败战绩在欧洲区预选赛第3小组成功出线，阿根廷则在南美区预选赛小组赛最后一轮一度落后的情况下2-2逼平秘鲁，惊险晋级世界杯。
在这届世界杯小组赛中，阿根廷两胜一平晋级16强，而小组赛前两场一球没进的英格兰在最后一场比赛中凭借加里·莱因克尔的帽子戏法3-0击败波兰才勉强出线。进入八分之一决赛后两队都遇上了来自南美洲足球協會的对手，阿根廷对阵乌拉圭，英格兰则迎战巴拉圭 。尽管两队在世界杯正赛开始阶段表现不甚理想，但英格兰在随后的比赛中逐渐找回了状态，阿根廷也凭借马拉多纳的实力稳步前行。

### 阿根廷更换球衣
尽管阿根廷在八分之一决赛中1-0击败乌拉圭晋级八强，但时任阿根廷主教练卡洛斯·比拉尔多确信身穿蓝色棉衬衫的球员们会在墨西哥城的热浪中感到十分不适。于是他请求阿根廷的球衣制造商在四分之一决赛开始前给他的队员们提供更加轻便的蓝色球衣，但由于时间紧迫，制造商无法完成这项任务。在离比赛开始还有三天的时候，比拉尔多让教练组成员鲁本·莫斯切拉（Ruben Moschella）在墨西哥城的商店中搜罗合适的蓝色球衣。莫斯切拉带回了两件不同的球衣，教练组随即进行了称重，但仍无法在二者之间作出选择。马拉多纳的及时出现为教练组解了围：“这件球衣太棒了，穿上它我们一定会击败英格兰。”莫斯切拉赶紧奔赴商店订购了38件球衣。一名设计师制作了一些临时的阿根廷足球协会徽章，将它们缝在每件球衣上，并把银色的号码熨在球衣背后，等待同英格兰的对决。

### 晋级之路

#### 阿根廷
| 1986年6月2日 12:00 CST |

| 阿根廷                                      | 3–1      |            |
| ------------------------------------------- | -------- | ---------- |
| 豪尔赫·巴尔达诺 6', 46' · 奥斯卡·鲁杰里 18' | 比赛报告 | 朴昌善 73' |

| 墨西哥城，墨西哥国立自治大学奥运体育场 觀眾人數：60,000 ：维多利亚诺·桑切斯·阿米尼奥（西班牙） |

| 1986年6月5日 12:00 CST |

| 義大利                       | 1–1      | 阿根廷            |
| ---------------------------- | -------- | ----------------- |
| 亚历山德罗·阿尔托贝利 6'（） | 比赛报告 | 迭戈·马拉多纳 34' |

| 普埃布拉，夸特莫克体育场 觀眾人數：32,000 ：扬·凯泽尔（荷兰） |

| 1986年6月10日 12:00 CST |

| 阿根廷                                   | 2–0      | 保加利亚 |
| ---------------------------------------- | -------- | -------- |
| 豪尔赫·巴尔达诺 4' · 豪尔赫·布鲁查加 77' | 比赛报告 |          |

| 墨西哥城，墨西哥国立自治大学奥运体育场 觀眾人數：65,000 ：贝尔尼·乌洛亚·莫雷拉（哥斯达黎加） |

| 1986年6月16日 16:00 CST |

| 阿根廷              | 1–0      | 乌拉圭 |
| ------------------- | -------- | ------ |
| 佩德罗·帕斯库利 42' | 比赛报告 |        |

| 普埃布拉，夸特莫克体育场 觀眾人數：26,000 ：路易吉·阿尼奥林（意大利） |

#### 英格兰
| 1986年6月3日 16:00 CST |

| 葡萄牙              | 1–0      | 英格兰 |
| ------------------- | -------- | ------ |
| 卡洛斯·曼努埃尔 76' | 比赛报告 |        |

| 蒙特雷，科技体育场 觀眾人數：23,000 ：福尔克尔·罗特（西德） |

| 1986年6月7日 16:00 CST |

| 英格兰 | 0–0      | 摩洛哥 |
| ------ | -------- | ------ |
|        | 比赛报告 |        |

| 蒙特雷，科技体育场 觀眾人數：20,200 ：加布里埃尔·冈萨雷斯（巴拉圭） |

| 1986年6月11日 16:00 CST |

| 英格兰                     | 3–0      | 波蘭 |
| -------------------------- | -------- | ---- |
| 加里·莱因克尔 9', 14', 34' | 比赛报告 |      |

| 蒙特雷，科技体育场 觀眾人數：22,700 ：安德雷·达伊纳（瑞士） |

| 1986年6月18日 12:00 CST |

| 英格兰                                     | 3–0      | 巴拉圭 |
| ------------------------------------------ | -------- | ------ |
| 加里·莱因克尔 31', 73' · 彼得·比尔兹利 56' | 比赛报告 |        |

| 墨西哥城，阿茲特克體育場 觀眾人數：98,728 ：贾马尔·谢里夫（叙利亚） |

## 比赛

### 赛前事件
两队的球迷在比赛开始前就在墨西哥城的街道上以及球场里爆发了肢体冲突，最后几名英格兰足球流氓被殴打住院，数面旗帜被阿根廷极端球迷组织“Barra brava”偷走。这些旗帜后来在数场阿根廷足球甲级联赛的比赛中被博卡青年队球迷在赛场上展示。

### 上半场
两队在比赛开始阶段互有攻守 ，不过阿根廷在随后的时间里逐渐主导比赛。马拉多纳为阿根廷创造了很多进攻的机会，但都被英格兰队门将彼得·希尔顿一一化解。比赛第13分钟，阿根廷门将内里·蓬皮多扑球脱手，英格兰球员彼得·比尔兹利抓住机会射门，但没能进球，上半场结束时比分依然是0-0。尽管阿根廷在球场上控球时间更长且跑动比对方积极，但仍然无法突破英格兰队的防线。

### 下半场

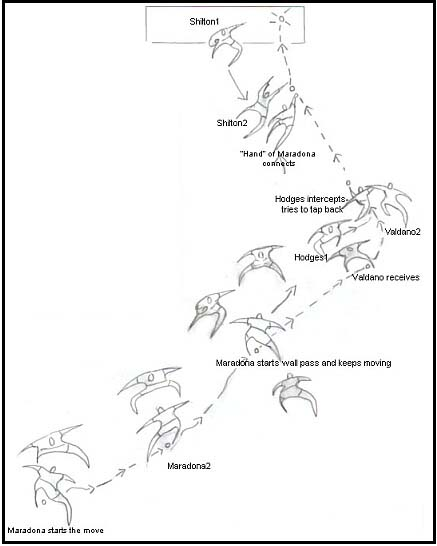
“上帝之手”进球的进攻过程

下半场的比赛因为两个经典时刻的诞生，既名垂史册，又饱受争议。

#### “上帝之手”
下半场比赛第6分钟，马拉多纳从球场左侧开始向前跑动，朝位于球场右边的队友豪尔赫·巴尔达诺传出一记低球，冀望形成二过一配合。不过马拉多纳的传球稍稍越过了巴尔达诺的身后，落在了拖后的英格兰中场球员史蒂夫·霍奇身前。霍奇左脚卸下足球后接下来的行动让人感到费解——他是想将球回传给准备冲出罚球区的本方门将彼得·希尔顿，让后者救球，还是将球直接踢出边线。但不管霍奇的想法如何，他都没能成功，因为球在被他踢到之后反而折射旋进了罚球区，而这正是马拉多纳前进的方向。希尔顿见情况不妙急忙冲向皮球，试图将其打出罚球区，但此时马拉多纳也已赶到，尽管身高只有1.65米的他比希尔顿整整矮了20厘米，马拉多纳还是先一步伸出了左手，一拳把球打入球门:149。
执法这场比赛的主裁判，突尼斯人阿里·本·納賽爾表示并没有看到马拉多纳的故意手球犯规行为，判定进球有效。不过场上的一名助理裁判，保加利亚人博格丹·多切夫在2007年接受的一次采访中表示自己当时已经看到了马拉多纳的手球动作。但由于在当时的比赛规则中，助理裁判不能向主裁判指出错误的判罚，因此多切夫没能及时通知主裁判纳赛尔这一点。多切夫还表示这届杯赛中数名来自非洲的主裁判不太适应欧洲和世界大赛的比赛气氛，对比赛判罚也没有多少责任心。纳赛尔对多切夫的说法表示并不认可，他说：“我在等多切夫告诉我球场上到底发生了什么，但他并没有给出手球的信号。而且国际足联赛前发给我们的比赛执法说明上面讲的很明确，如果我的搭档站位比我更好的话，我应该尊重他的意见。”
马拉多纳后来曾说道：“我在等待队友拥抱我，但没有人过来……我告诉他们：‘快过来拥抱我，要不裁判就不让我们这么做了。’”
在赛后的新闻发布会上，马拉多纳半开玩笑地表示这个进球“一半功劳属于我马拉多纳的头，一半功劳属于上帝之手”（西班牙語：Un poco con la cabeza de Maradona y otro poco con la mano de Dios）。这也是形容这个进球的词语“上帝之手”的由来。“上帝之手”让本已冲突不断的两国足球关系进一步紧张：英国球迷认为这场比赛阿根廷人的胜利是一场骗局，阿根廷球迷则享受这个领先的时刻。比如曾在1974年至1982年担任阿根廷国家足球队主教练一职的塞萨尔·梅诺蒂就说过：“漂亮！太棒了！这个进球就是这么不公，就是这么残忍，只因我们深深伤害了英国人。” 。
2000年，马拉多纳在他的自传《我是迭戈》中承认了这个进球是故意手球：“现在我能够讲述那个时候我不能讲的话，也就是那个时候我称之为‘上帝之手’的那个球……什么上帝之手，那是迭戈之手！就像是偷了英格兰人的钱包。”:149

#### 世纪最佳进球

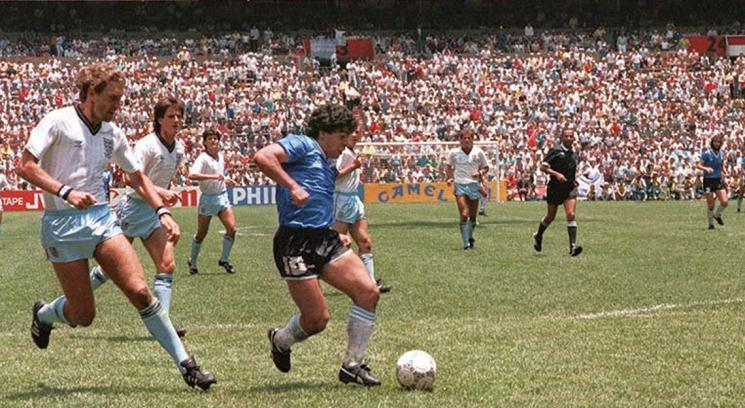
迭戈·马拉多纳向前带球，特里·布彻试图阻挡马拉多纳前进。

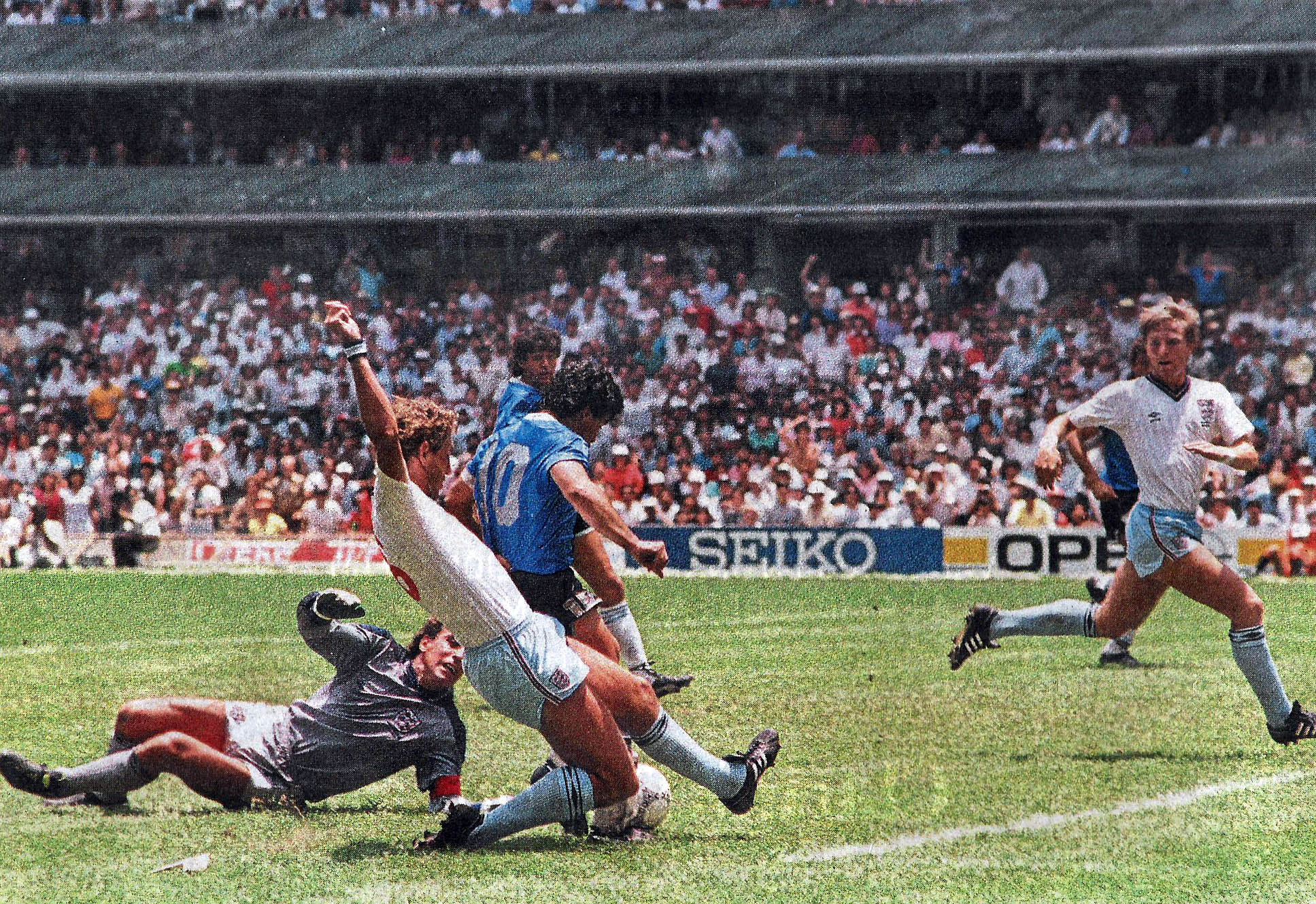
马拉多纳带球趟过门将彼得·希尔顿之后踢進“世纪最佳进球”。布彻阻止马拉多纳射门未果。

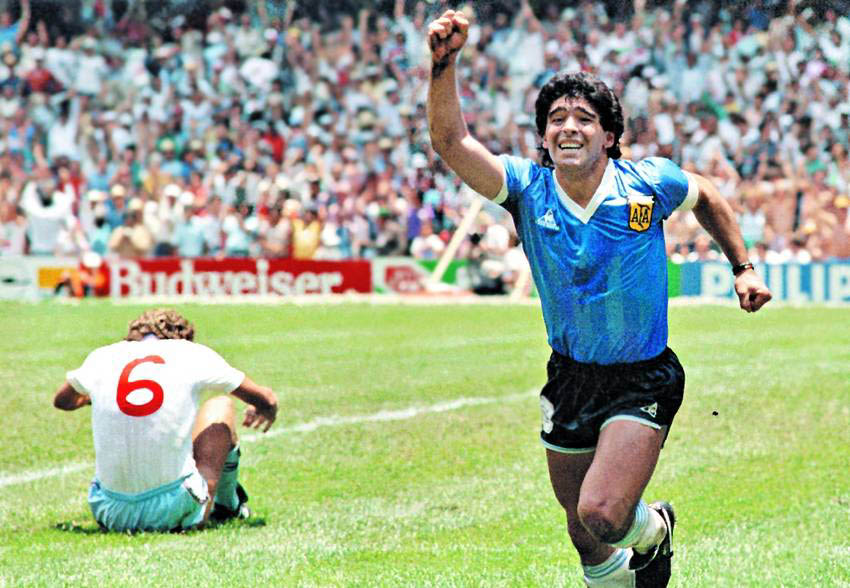
马拉多纳在打进“世纪最佳进球”后尽情庆祝，身后的布彻（穿6号球衣）坐在球场上。

在马拉多纳上演“上帝之手”进球的4分钟之后，他又踢進了日后被称作“世纪最佳进球”的进球。这一进球被认为是历史上最精彩的个人进球。阿根廷中场球员埃克托·恩里克从本方半场将球传给马拉多纳，随后马拉多纳在10秒内向着60码（合54.864米）之外的英格兰队大门一路冲刺，中途过掉了四名英格兰球员：彼得·比尔兹利、彼得·里德、特里·布彻（两次）和特里·芬威克。接着马拉多纳以一个假动作将英格兰队门将彼得·希尔顿晃到身后，破门得分。阿根廷此时已经2-0领先英格兰。
关于这个进球，马拉多纳曾说过：“本来我想把球传给巴尔达诺，但是当我赶到他那里的时候他们（英格兰球员）把我围的严严实实，我根本没有机会传球，因此我只能继续一个人单打独斗来进球了。”后来马拉多纳也曾对英格兰队的公平竞赛精神表示赞扬，他说：“如果我们对阵的是另外的任何一支球队，那我根本踢不进这样的球，因为在那之前他们就把我撂倒在地了；他们（英格兰球员）是世界上最高尚的球员。”而助攻马拉多纳得分的恩里克在赛后也打趣说他的传球非常准确，马拉多纳不可能进不了球。这句玩笑不久在阿根廷流行起来，经常用在有球员精彩地踢进球的时候。
2002年，作为迎接当年举办的世界杯的一项活动，马拉多纳的这个进球在国际足联官网上被评选为“世纪最佳进球”，这个进球的得票数击败了英格兰球员迈克尔·欧文在1998年世界杯八分之一决赛对阵阿根廷时踢進的个人长途奔袭进球。马拉多纳在1986年世界杯半决赛击败比利时时踢進的另一个进球排名第四位。
在西班牙语国家中，这个进球经常和乌拉圭足球记者维克托·乌戈·莫拉雷斯的一段现场解说联系在一起：
他要把球传给迭戈，那里有马拉多纳，两个人在他身边，马拉多纳接到了球，这个世界足球的天才从球场右翼开始前进，他离开了边路，要把球传给布鲁查加……还是马拉多纳！天才！天才！天才！那儿，那儿，那儿，那儿，那儿，那儿！球进啦！球进啦！我要哭啦，上帝啊，足球万岁！这是什么进球！迭戈的进球！马拉多纳！原谅我的哭泣，马拉多纳，为了难忘的奔袭，为了这个从古至今最伟大的进球！宇宙小风筝，你从哪个星球来到人间？你将众多英格兰人甩到身后，你让阿根廷握紧拳头哭泣！阿根廷2-0英格兰！迭戈的进球！迭戈的进球！迭戈·阿曼多·马拉多纳！感谢你，上帝，为了足球，为了马拉多纳，为了那些泪水，为了阿根廷2-0英格兰。
 — —维克托·乌戈·莫拉雷斯

#### 莱因克尔的进球，阿根廷的胜利
在阿根廷取得两球领先优势后，英格兰将2名替补球员——克里斯·沃德尔和约翰·巴恩斯——先后派上球场，意图加强进攻。英格兰人几乎得到了回报：在比赛前半段消耗了太多体力的阿根廷人逐渐疲于奔命，英格兰人则开始大规模进攻，欲将比分扳平。在格伦·霍德尔和约翰·巴恩斯的带动下，英格兰创造了许多进球机会。第81分钟，莱因克尔接到巴恩斯的传球破门得分，踢進个人在本届世界杯的第6粒进球。在莱因克尔进球后不久，替补出场的阿根廷球员卡洛斯·塔皮亚立刻还以颜色，他的射门击中门柱内侧弹出 。英格兰队最终没能再次改写比分，阿根廷队2-1击败对手，晋级四强。

## 赛后
史蒂夫·霍奇在赛后与马拉多纳互相交换了球衣。霍奇后来将这件阿根廷球衣捐赠给位于英国的國家足球博物館。
这场比赛的结果进一步加深了英格兰球迷与阿根廷之间的矛盾，他们认为马拉多纳的手球欺骗了裁判，致使英格兰出局 。而在阿根廷，这场比赛被视为是对于1982年的马岛战争和1966年世界杯那场“世纪大抢劫”最好的复仇。阿根廷前国脚罗伯托·佩尔富莫曾表示：“1986年，我们击败英格兰就足够了，夺得世界杯冠军是次要的。将英格兰打败就是我们的真实目的。”
尽管马拉多纳的“上帝之手”在英格兰充满争议，但“世纪最佳进球”在全世界都得到了认可。一个证明英国人对这个进球充满赞誉的证据出现在2002年，在英国第四台播出的节目“100个最伟大的体育瞬间”中，“世纪最佳进球”在英国观众中的得票数位居第六。此外，一尊马拉多纳踢進“世纪最佳进球”的雕塑矗立在墨西哥的阿兹特克体育场场外，以纪念这个伟大的时刻。
阿根廷在随后的比赛中一路高歌猛进，并最终在这届世界杯决赛中3-2击败西德，继1978年世界杯之后再次夺冠。而在4年后的1990年世界杯上，阿根廷又一次在决赛中遇到西德，这一次阿根廷输掉了比赛，屈居亚军。英格兰球员莱因克尔凭借这届杯赛踢進的6粒进球摘得该届世界杯金靴奖。4年后的1990年世界杯，英格兰队最终获得第四名，这是他们在1966年本土夺冠后世界杯的最佳战绩。
阿根廷和英格兰在之后的世界杯赛场上又有过两次交手记录。1998年世界杯八分之一决赛，双方先是各自罚进一粒点球，随后迈克尔·欧文踢進一粒精彩的长途奔袭进球。上半场补时阶段，阿根廷在经过一系列任意球配合后由哈维尔·萨内蒂将比分扳为2-2平。而在下半场比赛中，英格兰球员大卫·贝克汉姆因不冷静行为被红牌罚下:192，另一名英格兰球员索尔·坎贝尔的进球又因队友犯规被判无效:193，最终阿根廷在点球大战中击败英格兰晋级八强。賽後多名英格蘭球迷痛駡球證，並質疑爲何不將故意推倒贝克汉姆的迭戈·西蒙尼趕離場。四年后的2002年世界杯，两队在小组赛中相遇。由于这场比赛在英国当地时间中午12:30开球，数百万英格兰球迷停下手头的工作和其他各种活动，在电视机前观看比赛，因此这场比赛被称为“史上最长的午休”。英格兰凭借大卫·贝克汉姆踢進的点球1-0击败对手，而输掉这场比赛的阿根廷最终没能从小组中出线。
2015年8月17日，马拉多纳前往突尼斯拜访了执法这场比赛的主裁判阿里·本·納賽爾。马拉多纳将一件亲笔签名的阿根廷球衣赠给纳赛尔以表示敬意，还将纳赛尔称作“我的终生挚友”

## 比赛细节
| 1986年6月22日 12:00 CST |

| 阿根廷                 | 2–1    | 英格兰            |
| ---------------------- | ------ | ----------------- |
| 迭戈·马拉多纳 51', 55' | Report | 加里·莱因克尔 81' |

| 墨西哥城，阿茲特克體育場 觀眾人數：114,580 ：阿里·本·納賽爾（突尼斯） |

| 阿根廷 | 英格兰 |

| GK              | 18 | 内里·蓬皮多             |     |     |
| DF              | 5  | 何塞·布朗               |     |     |
| DF              | 9  | 何塞·库丘福             |     |     |
| DF              | 19 | 奥斯卡·鲁杰里           |     |     |
| MF              | 2  | 塞尔希奥·巴蒂斯塔       | 60' |     |
| MF              | 7  | 豪尔赫·布鲁查加         |     | 75' |
| MF              | 10 | 迭戈·马拉多纳           |     |     |
| MF              | 12 | 埃克托·恩里克           |     |     |
| MF              | 14 | 里卡多·朱斯蒂           |     |     |
| MF              | 16 | 胡利奥·奥拉尔蒂科埃切亚 |     |     |
| FW              | 11 | 豪尔赫·巴尔达诺         |     |     |
| 后备球员：      |    |                         |     |     |
| GK              | 15 | 路易斯·伊斯拉斯         |     |     |
| DF              | 13 | 奥斯卡·加雷             |     |     |
| MF              | 20 | 卡洛斯·塔皮亚           |     | 75' |
| MF              | 21 | 马塞洛·特罗比亚尼       |     |     |
| FW              | 17 | 佩德罗·帕斯库利         |     |     |
| 主教练：        |    |                         |     |     |
| 卡洛斯·比拉尔多 |    |                         |     |     |

| GK          | 1  | 彼得·希尔顿     |    |     |
| DF          | 2  | 加里·M·史蒂文斯 |    |     |
| DF          | 3  | 肯尼·桑瑟姆     |    |     |
| DF          | 14 | 特里·芬威克     | 9' |     |
| DF          | 6  | 特里·布彻       |    |     |
| MF          | 4  | 格伦·霍德尔     |    |     |
| MF          | 16 | 彼得·里德       |    | 69' |
| MF          | 17 | 特雷弗·史蒂文   |    | 74' |
| MF          | 18 | 史蒂夫·霍奇     |    |     |
| FW          | 10 | 加里·莱因克尔   |    |     |
| FW          | 20 | 彼得·比尔兹利   |    |     |
| 后备球员：  |    |                 |    |     |
| GK          | 13 | 克里斯·伍兹     |    |     |
| DF          | 15 | 加里·A·史蒂文斯 |    |     |
| MF          | 8  | 雷·韋建士       |    |     |
| FW          | 11 | 克里斯·沃德尔   |    | 69' |
| FW          | 19 | 约翰·巴恩斯     |    | 74' |
| 主教练：    |    |                 |    |     |
| 博比·罗布森 |    |                 |    |     |

| - 助理裁判： - 贝尔尼·乌洛亚·莫雷拉（哥斯达黎加） - 博格丹·多切夫（保加利亚） |